# Colette Brunschwig
Pour les articles homonymes, voir Brunschwig.
Colette Brunschwig, née le 3 mars 1927 au Havre et morte le 14 avril 2025, est une artiste peintre contemporaine française.

## Parcours
Née au Havre le 3 mars 1927,, son adolescence se passe durant la Seconde Guerre mondiale. Installée à Paris après la guerre, Colette Brunschwig suit à l'École nationale des beaux-arts les cours dans l'atelier d'André Lhote.
Elle se fait connaître comme peintre à partir des années 1950. Elle expose notamment à la galerie Colette Allendy, haut lieu de l'avant-garde artistique où se retrouvent peintres et sculpteurs, d'avant et d'après-guerre. Elle expose aussi régulièrement au Salon de mai.
Ces expositions sont remarquées par la presse, mais aussi par des écrivains tels que Marcel Cohen,.
Cette passionnée d’art chinois porte au livre un intérêt particulier. Les peintres chinois lettrés du XIe et du XIIe siècle et plus tard ceux du XVIIe siècle, Mi Fu, Zhu Da, Wang Wei, Shitao et tant d’autres ont exercé sur son travail une influence très importante.
Elle meurt le 14 avril 2025 à l'âge de 98 ans,.

### Commentaire
Pour le galeriste Jocelyn Wolff, 

« C’est le prototype de l’artiste-intellectuelle qui peint, dessine, écrit et pense. Son travail fait le lien entre une métaphysique juive, l’abstraction moderne et une pensée du néant qu’elle cherche dans la Chine antique. »

## Expositions récentes (sélection)
- 1994, 1996 : Galerie Clivages, Paris
- 2001, 2003 : Galerie Vieille-du-Temple, Paris
- 2002 : Université de Poitiers
- 2003 : Université Radboud de Nimègue
- 2007 : Jordan Schnitzer Museum of Art, université d'Oregon, et White Lotus Gallery, Eugene, Oregon
- 2008, 2011 : Galerie Olivier Nouvellet, Paris
- 2012 : Drawing Now, salon du dessin contemporain, Carrousel du Louvre, galerie Françoise Besson
- 2014, 2015, 2016, 2022[10] : Galerie Convergences, Paris[11]
- 2015 : Château de Ratilly, Treigny (Yonne)
- 2016 : « Papiers », galerie Jocelyn Wolff, Paris
- 2018 : Groupe d'art contemporain, Annonay
- 2022 : « Colette Brunschwig et Claude Monet in conversation », galerie Jocelyn Wolff, Paris

## Collections
Les œuvres de Colette Brunschwig figurent dans de nombreuses collections publiques : musée national d'Art moderne (achats en 1971, 1976, 1977), musée des Beaux-Arts de Caen (achat en 2001), Centre national d'art et de culture Georges-Pompidou, FNAC (achat en 2006), Fonds régional d'art contemporain Occitanie, Les Abattoirs (achat en 2022), ou privées (France, Grande-Bretagne, États-Unis, Japon, Israël, Canada, Suède, Belgique…),.

## Publications

### Textes
- Jean Grenier, Regard sur la peinture 1944-1971, musée des beaux-arts de Morlaix, 1990
- Caillou blanc pour Paul Celan, éditions Léo Scheer, Paris, 2001
- Trois Textes (1960, 1970, 2002), éd. Action culturelle de l'université de Poitiers, 2002
- Texte sur Jean Grenier, revue Aréa, Paris 2003

### Livres illustrés
- La Renarde (The Vixen), poésie, William S. Merwin, Éditions Fanlac, 2003
- Volute de chutes, poésie, Hisashi Okuyama, Éditions Trame, 2004
- D'eau de terre de parole, poésie, Xavier Ravier, Éditions La Malle d'Aurore, 2004

### Conférences
- 2006
  - The Influence of Mi Fu and Chinese Aesthetics on Colette Brunschwig's Art, Steven Shankman
  - Selected Papers from the 2nd World Forum on China Studies (Panel 4) / Shanghai Academy of Social Sciences

#### Ouvrages
- Repères, la peinture en France : début et fin d'un système visuel, Dora Vallier, 1972
- Colette Brunschwig et autres résonances autour de l'œuvre poétique de Paul Celan, ed. Nijmegen University Press, Pays-Bas, 2003

#### Catalogues d'expositions
- Galerie Nane Stern, Chez Nane Stern, 1979
- Galerie Nane Stern, texte de Dora Vallier, 1981
- Galerie Jacquester Colette Brunschwig, lavis, 1981
- Galerie Cluny, Création contemporaine, 1988
- Centre d'art contemporain de Jouy-sur-Eure/Galerie Clivages, 1989
- Galerie Fontainas/Galerie et Éditions Clivages & Le Théâtre Poème (exposition collective), 1989
- 50 peintres contemporains : 150e anniversaire de la naissance de Claude Monet, Centre d'art d'Argenteuil, 1990
- Collections contemporaines de la BNP, École des beaux-arts, Paris, 1991
- Regard multiple, acquisitions de la Société des amis du musée national d'art moderne, Centre Georges Pompidou, Paris, 1991
- Galerie Clivages, texte de Daniel Dobbels, 1994
- Le Temps, l'œuvre et l'instant, Michel Dieuzaide, galerie d'exposition du théâtre de Saint-Quentin-en-Yvelines, 1996
- Galerie Clivages, texte d'Anne de Staël, 1996
- Galerie Bernard Bouche, texte de Pierre Wat, 1998
- Peintres en partage, exposition à l'espace des Blancs-Manteaux/Paris, texte de Pierre Wat, 1999
- Galerie Convergences, 2014 (texte de Robert Lévy), 2015 (texte d'Olivier Amiel), 2020 (Colette Brunschwig, Raymonde Godin, Liliane Klapisch, texte de Benoît Decron et Robert Lévy), 2022 (texte de Robert Lévy)